# Heinrich Müller (Gestapo)
Heinrich Müller („Gestapós Müller”, München, 1900. április 28. – nagy valószínűséggel: Berlin, 1945. május 1.)
A Gestapo (Geheime Staatspolizei, magyarul: Titkos Államrendőrség), a náci rendszer hirhedt politikai titkosrendőrségének a vezetője volt 1939. október 1-jétől 1945. május 1-jéig. (Korábban is vezető beosztásokat töltött be különféle náci politikai rendőrségi posztokon.)
Adolf Eichmann hivatali főnöke. Reinhard Heydrich majd Ernst Kaltenbrunner közvetlen beosztottja.
Utolsó, legmagasabb rendfokozata SS-Gruppenführer (SS altábornagy) volt. Az általa vezetett Gestapo a náci párthoz és az SS-hez hasonlóan kiemelten emberiségellenes és háborús bűnös szervezetnek minősül.
A Gestapo és személyesen Heinrich Müller a náci rendszer csaknem valamennyi háborús és emberiség elleni bűntettében részt vett. Beleértve a II. világháború kirobbantásának előkészületeit, a zsidók tömeges megfélemlítését és meggyilkolását, az egyéb alsóbbrendű fajnak minősített népesség irtását, a nácikkal szembenálló csoportok megsemmisítését, és a lakosság terrorizálását Németországban és szerte a nácik által megszállt Európában.
Bár a legkeresettebb háborús bűnösök egyike volt, elkerülte a felelősségre vonást. Halálának körülményei nem tisztázottak. Legvalószínűbb, hogy Berlin ostroma alatt menekülés közben sebesült meg halálosan, esetleg öngyilkos lett. Ezt követően holttestét azonosítás nélkül tömegsírba temették.

## Élete

### Származása, családja
Katolikus családban született és nevelkedett. Apja, Alois Müller (1875–1962) rendőr volt és a bajorországi Neuburg an der Donauból származott. Felesége, Anna Schrandl (1874–1947), egy molnár lánya a bajorországi Zwieselből. Házasságkötésük után, 1899-ben költöztek Münchenbe egy kis lakásba, ahol Heinrich Müller is született 1900-ban.
Felesége Sophie Dischner (Pasing, 1900. február 12. – München, 1990 március 3.) – a Der Würmtalbote nyomda és kiadó tulajdonosának, Otto Dischnernek a lánya. 1924. június 17-én kötöttek házasságot. Gyermekeik: Reinhard (1927. január 4.), Elisabeth (1936. szeptember 30.)

### Ifjúkora, tanulmányai
Alapfokú iskoláit Ingolstadtban, Schrobenhausenben és Krumbachban végezte. A világháború kitörésétől repülőgépszerelőnek tanult a müncheni repülőgépgyárban, és tanulmányai végeztével a világháború alatt, 1917-ben önkéntesként csatlakozott a bajor hadsereghez.
A légierő kötelékébe került mint pilóta. Kiképzése után 1918 áprilisában került a nyugati frontra. Számos kitüntetést kapott (beleértve az első osztályú Vaskeresztet), és 1919-ben mint altiszt szerelt le.
Ugyanebben az évben felvették mint segédfogalmazót (Hilfsassistent) a müncheni rendőrfőkapitányságra. Előmenetele a nácik hatalomra jutásáig körülbelül az átlagosnak felelt meg. 1929-ben lett rendőr fogalmazó (Polizeisekretär) a müncheni politikai rendőrségen, és nyomozóként elsősorban a kommunista szervezetek elleni akciókban vett részt.
(Más források szerint a nácik ellen is eredményes volt, s ennek tudható be, hogy magas rangú SS tiszt létére és kulcspozíciója ellenére csak 1939-ben vették fel a nácipártba.)

### Tevékenysége a nácik hatalomra jutása után
Németországban a náci hatalomátvételt követően több lépcsőben megkezdődött a különféle rendőri szervezetek egységesítése, integrálása, és az SS fennhatósága alá gyűrése. Ennek egyik első fontos állomása volt a politikai és a bűnügyi rendőrség (Gestapo és Kripo) összevonása a Biztonsági Rendőrség Főhivatala (Hauptamt Sicherheitspolizei) keretében. Végső formája pedig 1939-től a valamennyi rendőri, biztonsági és elhárítási szervezet összevonása a Birodalmi Biztonsági Főhivatal (RSHA) égisze alatt, amelynek a Gestapo egyik hivatala (IV.) lett.
Alig néhány héttel a náci hatalomátvétel után, 1933 tavaszán Heinrich Himmler és Reinhard Heydrich átvette az irányítást a bajor rendőrség felett, Müller lett az újonnan alapított Bajor Politikai Rendőrség (BPP) egyik vezetője, amelynek új feladata a nácik bajorországi  ellenfeleinek megfélemlítése, üldözése, megsemmisítése lett.
Röviddel ezt követően Heydrichet kinevezték a Titkos Államrendőrség Hivatala (Geheime Staatspolizeiamt – Gestapa) vezetőjének Berlinbe, s egyúttal a porosz politikai rendőrség feje is lett. Mint messze a legnagyobb ilyen szervezet vezetője 1934 áprilisában a Bajor Politikai Rendőrség több munkatársát, köztük Heinrich Müllert is Berlinbe helyeztette át. A döntés hátterében az húzódott, hogy megerősítse pozícióját a Titkos Államrendőrség Hivatalában általa ismert, hűséges alkalmazottak bevonásával a vezetésbe.

### Előmenetele az SS-ben és a rendőrségnél
Müllert 1934 tavaszán vették fel az SS-be. Előmenetele: 1934. április 20. – Untersturmführer; 1934. július 4. – Obersturmführer; 1935. január 30. – Hauptsturmführer; 1936. április 20. – Sturmbannführer; 1936. november 9. – Obersturmbahnführer; 1937. január 30. – Standartenführer; 1939. április 20. – Oberführer;
Körülbelül ilyen ütemben és ezekkel párhuzamosan növekedett a rangja a rendőrségi ranglétrán is.
Többek szerint környezetével ellentétben Müller nem volt fanatikus, árja felsőbbrendűségben és antiszemita fajelméletben hívő hithű náci, csak egy munkamániás karrierista bürokrata a legveszélyesebb fajtából a legveszélyesebb helyen a legveszélyesebb pozícióban.
Müller egykori müncheni főnökével, Reinhard Flesch-sel végezte kezdetben a Politikai Rendőrség Hivatalában (a II-es számú hivatal a Biztonsági Rendőrség Főhivatalában) az 1-es alosztály és azon belül az 1A csoport (Kommunista, marxista és kapcsolódó mozgalmak) és az 1H csoport (Párt ügyek és hozzá kapcsolódó szervezetek) vezetését.
Miután Flesch 1935-ben visszatért Münchenbe, Müller megragadta a lehetőséget, hogy megerősítse a hatalmi pozícióját az 1B csoporttal (felekezeti szervezetek, zsidók, szabadkőművesek, emigráció) és az alosztályon belül a korábbi hatáskörök átrendezésével.
1936-ban Müllert kinevezték a Politikai Rendőrség Hivatala helyettes vezetőjévé a Biztonsági Rendőrség Főhivatalában.
1938-ban nevezték ki a Zsidó Kivándorlás Birodalmi Központjának vezetőjévé is. A napi feladatok elvégzésével Adolf Eichmannt bízta meg.
1939-ben teljesült régi vágya: felvették a nácipártba.
Még ebben az évben egyik szervezője a második világháború kirobbantásának közvetlen ürügyéül szolgáló náci provokációnak, a gleiwitzi német rádióállomás elleni színlelt támadásnak. Ezzel azt hitették el, hogy lengyel katonák támadták meg a német állomást, s amely Hitlernek ürügyül szolgált Lengyelország megtámadására, s ezzel a világháború kirobbantására.
1939. október 1-vel kinevezték a Birodalmi Biztonsági Főhivatal, az RSHA (Reichssicherheitshauptamt) IV. hivatala (Gestapo) vezetőjévé.

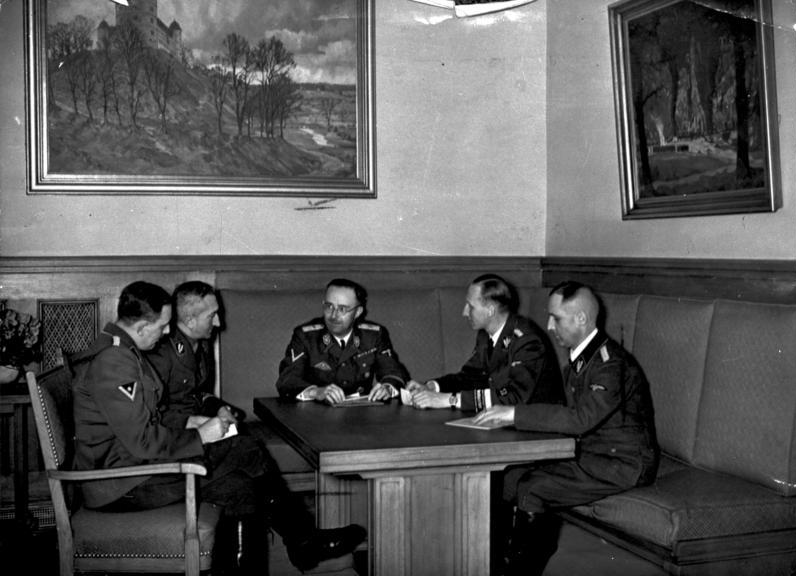
Értekezleten az Elser ügy nyomozása során. Georg Elsner német ellenálló a müncheni Bürgerbräukellerben kísérelt meg merényletet Hitler ellen 1939. november 8-án. Balról jobbra: Franz Josef Huber, Arthur Nebe, Heinrich Himmler, Reinhard Heydrich és Heinrich Müller.

1939 szeptember elejétől az ő utasítására „különleges bánásmód”-ban (meggyilkolás) kell részesíteni a politikai ellenfeleket. Ennek megfelelően például 1945 április 5-én az ő utasítására gyilkolták meg a dachaui koncentrációs táborban a Hitler elleni sikertelen merényletet végrehajtó német ellenállót, Georg Elsert.
Müllert 1940. december 14-vel léptették elő SS-Brigadeführerré (SS vezérőrnagy), majd 1941. január 1-vel rendőr vezérőrnaggyá is.
Legmagasabb rendfokozata 1941 novemberétől SS-Gruppenführer (SS altábornagy) és rendőr altábornagy.

### Tevékenysége a háború idején
Mint a Gestapo vezetője részt vett az alárendeltségébe tartozó, Adolf Eichmann vezette „Zsidóügyi csoport” („Judenreferat”), a IV B 4 csoport felállításában, tevékenysége tervezésében, irányításában, a végrehajtásban a zsidók ellen irányuló népirtásban a megszállt Európában és a különösen a Szovjetunióban.
Reinhard Heydrich parancsára Müller utasításokat fogalmazott a megszállt keleti területeken tevékenykedő SS kivégző alakulatoknak (SS-Einsatzgruppen), és hozzá futottak be ezektől az alakulatoktól a jelentések a tevékenységükről.
A Gestapo a koncentrációs táborokban, haláltáborokban – így az auschwitziben is – állandó képviselettel volt jelen.
Müller beosztottjával, Adolf Eichmannal vett részt a zsidók kiirtásának részleteit egyeztető és megtárgyaló wannseei konferencián. A konferenciát Reinhard Heydrich, Müller közvetlen hivatali felettese hívta össze.

### Hollétéről a háború után
Müller volt az egyik legfontosabb „íróasztali gyilkos” („Schreibtischtäter”) a náci birodalomban. A háború után emberiség elleni és háborús bűnösként körözték, mivel 1945 májusában nyoma veszett. A nyugat-német rendőrség  1961-ben hat tanút hallgatott ki az ügyben. Vallomásuk szerint Müllert utoljára 1945. május 1-jén és 2-án, Hitler öngyilkossága után a kancellárián látták. A tanúvallomások alapján valószínűsíthető lett, hogy Müller meghalt Berlin ostroma során 1945. május elején.
Egyes beszámolók szerint azonban Müller 1945  április végén repülővel Svájcba menekült, és később Dél-Amerikában az amerikai hírszerző ügynökségeknek dolgozott. Ezek az állítások azon a könyvön alapultak, amelyet 1996-ban a szélsőjobboldali Druffel Verlag jelentetett meg. Azonban a könyvben szereplő források hamisnak bizonyultak, és számos ellentmondást is tartalmaz. Továbbá a könyv „tele a náci megsemmisítő politika szépítgetésével és ugyanakkor a náci rezsim áldozatainak rágalmazásával”.[forrás?]
Walter Schellenberget, az SD, a Külföldi Hírszerző Szolgálat vezetőjét tartják azoknak a pletykáknak a forrásának, melyek szerint Müller 1945 előtt a Szovjetuniónak dolgozott, és rádiókapcsolatot is fenntartott a szovjet hírszerző szolgálatokkal. Schellenberg, aki kölcsönösen és hevesen rivalizált Müllerrel, ezeket a vélelmeit kifejtette az amerikai hírszerző szolgálat, az OSS képviselői előtt is, 1945-ös kihallgatásai alkalmával. Schellenberg állításait azonban mind közös főnökük, Ernst Kaltenbrunner, Müller közvetlen felettese, mind beosztottja, Heinz Pannwitz is cáfolták. Heinz Pannwitz, aki több évet töltött szovjet börtönben, ezzel szemben 1959-ben a CIA képviselőinek kijelentette, többszöri kihallgatások során a Szovjetunióban arról győződött meg, hogy Müller halott.
Miután Argentínában az izraeli titkosszolgálat 1960 májusában elfogta és titokban Izraelbe szállította Eichmannt, az ő vallomásai újra a közérdeklődés középpontjába állították Müller hollétének kérdését. Ehhez kapcsolódóan Müller egykori titkárnőjét és szeretőjét is megfigyelés alatt tartották és ki is hallgatták. A házkutatások során azonban nem találtak semmilyen adatot, bizonyítékot arra, hogy Müller – a nyugatnémet rendőrség gyanújának megfelelően – külföldön él és kapcsolatot tart a családjával. 1963 szeptemberében a rendőrség a berlini Lilienthal utcai temetőben rábukkant egy sírra, amely állítólag Müller holttestét rejtette. A vizsgálat azonban feltárta, hogy a maradványok nem lehetnek Mülleréi. Azoknak a híreknek, amelyek szerint Müllert egy tömegsírba temették volna egy berlini zsidó temetőben, nem lehetett utána járni, mivel az Kelet-Berlin területén volt. Körülbelül ugyanebben az időben a CIA felújította a vizsgálatot Müller holléte ügyében: szocialista országokból érkezett disszidensektől kaptak olyan információkat, hogy Müllert a háború után a szovjetek tartóztatták le, és a Szovjetunióba szállították. Szintén az 1960-as években jelentek meg különböző újságcikkek arról, hogy egyes hírek szerint Müller Romániában, Albániában, Dél-Afrikában vagy Dél-Amerikában él. Egy 1971 decemberi CIA-jelentésben felmerült, hogy mindez egy hidegháborús félretájékoztatási kampány a keleti oldal részéről. Meggyőző bizonyíték azonban nincs arra, hogy Müller együttműködött volna a szovjetekkel. A CIA-jelentés szerint hasonlóképpen sincs meggyőző bizonyíték arra sem, hogy Müller meghalt volna Berlinben 1945-ben.
Johannes Tuchel, a Német Ellenállás Emlékközpontjának vezetője szerint Müller meghalt nem sokkal a háború vége előtt. Elemzését a kortárs dokumentumok megerősítik, nevezetesen hogy Müller holttestét 1945 augusztusában az egykori birodalmi légügyi minisztérium közelében egy rögtönzött sírban találták meg. Maradványait innen az 1943-ban felszámolt Grosse Hamburger utcai zsidó temetőbe helyezték át, egy tömegsírba. A zsidó vallási szabályok azonban nem teszik lehetővé a halottak exhumálását, ezért Müller eltemetésének helye továbbra sem ismert.

## Emlékezete
A „Gestapós” Müller a világháborús történetek visszatérő alakja. Egyes történetekben csak mint a Gestapo legfőbb parancsnoka jelenik meg, név említése nélkül.
Néha a szövetséges világháborús propagandán (Modern Pimpernel, 1941) túl is – és főleg bűneihez mérve – szokatlanul komikus, néha már-már joviális alakként ábrázolva. (A Modern Pimpernelben Gestapós Müller nyilván Smith professzor gestapós ellenfele, Schmidt. Von Graum tábornokban pedig Göringet ismerhetjük fel.)
A tavasz tizenhét pillanata című szovjet filmsorozatban Leonyid Bronyevoj alakításában Stirlitz és főnöke, Walter Schellenberg fő ellenfeleként tűnik fel.
Saját névvel szerepel továbbá a Hitler elleni 1939-es merényletről (Georg Elser – Einer aus Deutschland, 1989), illetve a zsidók kiirtásának részleteit megtárgyaló wannsee-i konferenciáról szóló dokumentumjátékfilmekben (Az összeesküvés, 2001). És természetesen megkerülhetetlen szereplője a korszakról szóló dokumentumfilmeknek is.
A filmek mellett számos regényben és novellában is feltűnik alakja.

## Fordítás
- Ez a szócikk részben vagy egészben  a   Heinrich Müller (Gestapo) című német Wikipédia-szócikk ezen változatának fordításán alapul.  Az eredeti cikk szerkesztőit annak laptörténete sorolja fel. Ez a jelzés csupán a megfogalmazás eredetét és a szerzői jogokat jelzi, nem szolgál a cikkben szereplő információk forrásmegjelöléseként.
- Ez a szócikk részben vagy egészben  a   Heinrich Müller (Gestapo) című angol Wikipédia-szócikk ezen változatának fordításán alapul.  Az eredeti cikk szerkesztőit annak laptörténete sorolja fel. Ez a jelzés csupán a megfogalmazás eredetét és a szerzői jogokat jelzi, nem szolgál a cikkben szereplő információk forrásmegjelöléseként.